# Hellinsia wrangeliensis
Hellinsia wrangeliensis là một loài bướm đêm trong họ Pterophoridae. Loài bướm đêm này được tìm thấy ở Nga, nơi nó được mô tả từ đảo Wrangel